# Ospedale Santa Maria di Misericordia (Albenga)
L'ospedale Santa Maria di Misericordia è una struttura ospedaliera ("DEA di Iº livello") che si trova ad Albenga, facente riferimento al distretto sociosanitario albenganese con 220 posti letto attualmente parzialmente in uso. La struttura fa capo all'ASL2 savonese, insieme agli ospedali di Savona, Pietra Ligure e di Cairo Montenotte, le cui strutture, insieme, impiegano (giugno 2025) 4267 unità.

## Storia

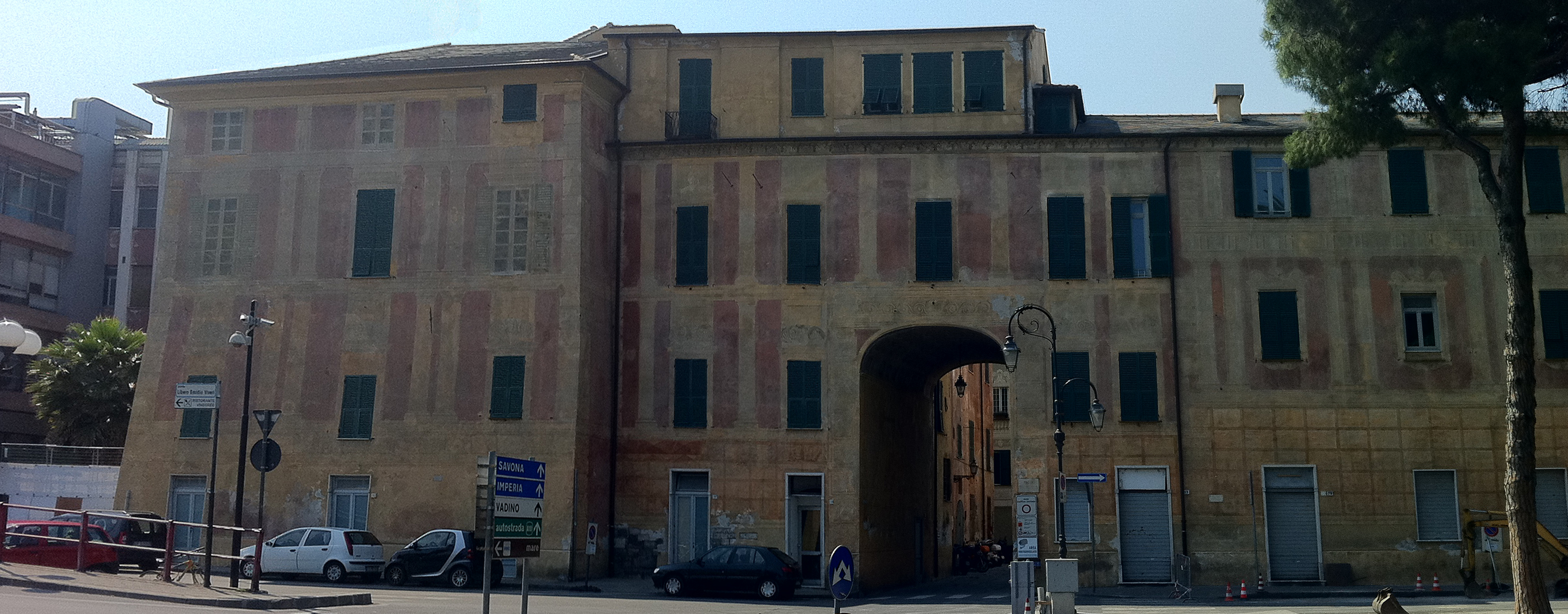
La vecchia struttura ospedaliera vista dalla centrale piazza del Popolo

Ad Albenga gli hospitales erano già presenti, strutture destinate all'assistenza degli infermi e degli ammalati; si trovavano lungo le strade della città o fuori di esse ed erano gestite direttamente dalla Chiesa o dalle casacce.
1558: l'unione degli "spitali"
Erano tutte caratterizzate per essere organizzate in piccole strutture, ma dalla data del 28 marzo del 1558 si stabilisce che l'unione degli ospedali di Santa Croce, San Bartolomeo, Santa Maria Maddalena e di San Bernardo si riuniscano in un unico ospedale dal nome "Santa Maria di Misericordia" in onore della miracolosa apparizione della Madonna a Savona. 
A restare indipendente rimase solamente l'ospedale intitolato ai santi Crispino e Crispiniano, della potente corporazione dei "calzolai" e "conciatori". La struttura era governata dall'omonima confraternita, attiva ancora oggi, ubicata a ridosso delle antiche mura verso ovest. Fu attivo con continuità per tre secoli, arrivando all'onore delle cronache durante le guerre e le pestilenze, ma con continuità assisteva stranieri, viaggiatori, soldati, cittadini e ammalati della Città di Albenga e di tutte quelle vicine, oltre che la cura degli orfani o degli esposti. 
La vita all'interno delle mura la possiamo conoscere nel dettaglio grazie a un ricco archivio che descrive le cure e i medicamenti, oltre che l'organizzazione dove al vertice c'era un ospitaliere stipendiato e il tutto controllato dai protettori. 
Con l'arrivo della rivoluzione francese coesistono ancora i due ospedali, ma in gestione separata, assieme all'Opera Pia Bernardo Ricci e l'Opera Pia Mariettina della Lengueglia garantivano la sanità e il sostentamento dei bisognosi in città. 
1820: l'accorpamento dei due edifici
Solo con le riforme napoleoniche e la conseguente laicizzazione degli ospedali e la guerra in corso, la vecchia struttura non è più adeguata pertanto il Municipio decide di spostare l'Ospedale di Santa Maria nel vecchio monastero di San Calocero che era rimasto vuoto; trovandosi vicino all'Hospitale di San Crispino viene decisa l'unione dei due enti nel 1820 accorpandone gli edifici, con la prima costruzione che si affaccia sull'attuale piazza del Popolo con la facciata dipinta ai primi del 1700. A breve in una parte della struttura trova spazio l'Ospizio per l'infanzia per gli orfani o i bambini abbandonati.
Un'importante offerta venne lasciata in eredità da Prospero Cepollini, conte di Alto e Caprauna, nonché più volte sindaco di Albenga dal 1884 al 1893, che alla morte lasciò terreni e proprietà in Albenga, Lusignano d'Albenga, Cisano sul Neva e Villanova d'Albenga all'allora ospedale Nostra Signora di Misericordia.
Ricovero con le offerte del notaio Domenico Trincheri
Nel 1896 si insedia presso l'ospedale il Ricovero Domenico Trincheri dal nome di un ricco notaio albenganese del XIX secolo che fece una generosa donazione comprendente un'opera dedicata al mantenimento degli anziani indigenti e fragili. Separato dall'ospedale, l'Istituto Trincheri si sposterà al di là del Centa, in regione Vadino (regione: termine che sta per "quartiere" compresa l'estensione dei terreni circostanti) in una struttura che diverrà in seguito decrepita e che sarà demolita, ubicata in via Sanzio, sotto la chiesa di San Bernardino, in via Piave, accanto alla locale caserma dei Vigili del Fuoco e alla caserma dell'esercito Piave che fu attiva dal 1927 al 1989 poi dismessa dal ministero della difesa e passata al Demanio che da dicembre 2013 ha fatto subentrare la Cassa Depositi e Prestiti che ha posto il complesso più volte all'asta.
Dopo il 1995 venne preparata per il Trincheri una nuova e moderna sede in viale Liguria al passo coi tempi nella nuova normativa antincendio, d'impianti tecnici e edilizi che obbligatoriamente si devono seguire. 
Per quanto riguarda il vecchio ospedale, durante la guerra al virus della Influenza spagnola diventò quasi un ghetto dove solo due medici assistettero senza soste i malati. 
La notte del 24 aprile 1945 nelle ore notturne l'ospedale si liberò dalla brigata nazifascista del famigerato "boia di Albenga" che lo occupava. Dopo un lungo dibattito nel 1956 venne ampliata la struttura con un nuovo moderno padiglione.
Dismissione totale della vecchia sede
Risale al mese di settembre e poi, ancora maggiormente, di ottobre 2008, il graduale abbandono della vecchia sede ospedaliera, troppo antica anche in riferimento alle nuove materie di sicurezza e salubrità per le persone.. La nuova sede fu inaugurata ufficialmente l'otto ottobre 2008 e poi resa operativa al pubblico da lunedì 12 a sabato 18 dello stesso mese. L'investimento totale della nuova opera, assolutamente  necessaria, è stata di 20 milioni di euro, di cui due provenienti dalla Regione Liguria avendo poi avuto, il comune albenganese, 26 dalle vendite dei beni del comprensorio.

## 2001-2004: l'iter per la nuova sede nell'area della ex caserma
Nel 2003 vengono avviate le pratiche per la dismissione dell'antica e non più adeguata struttura per realizzarne una nuova fuori dalle mura in quella che fino a poco tempo prima era una parte della Caserma Aldo Turinetto.

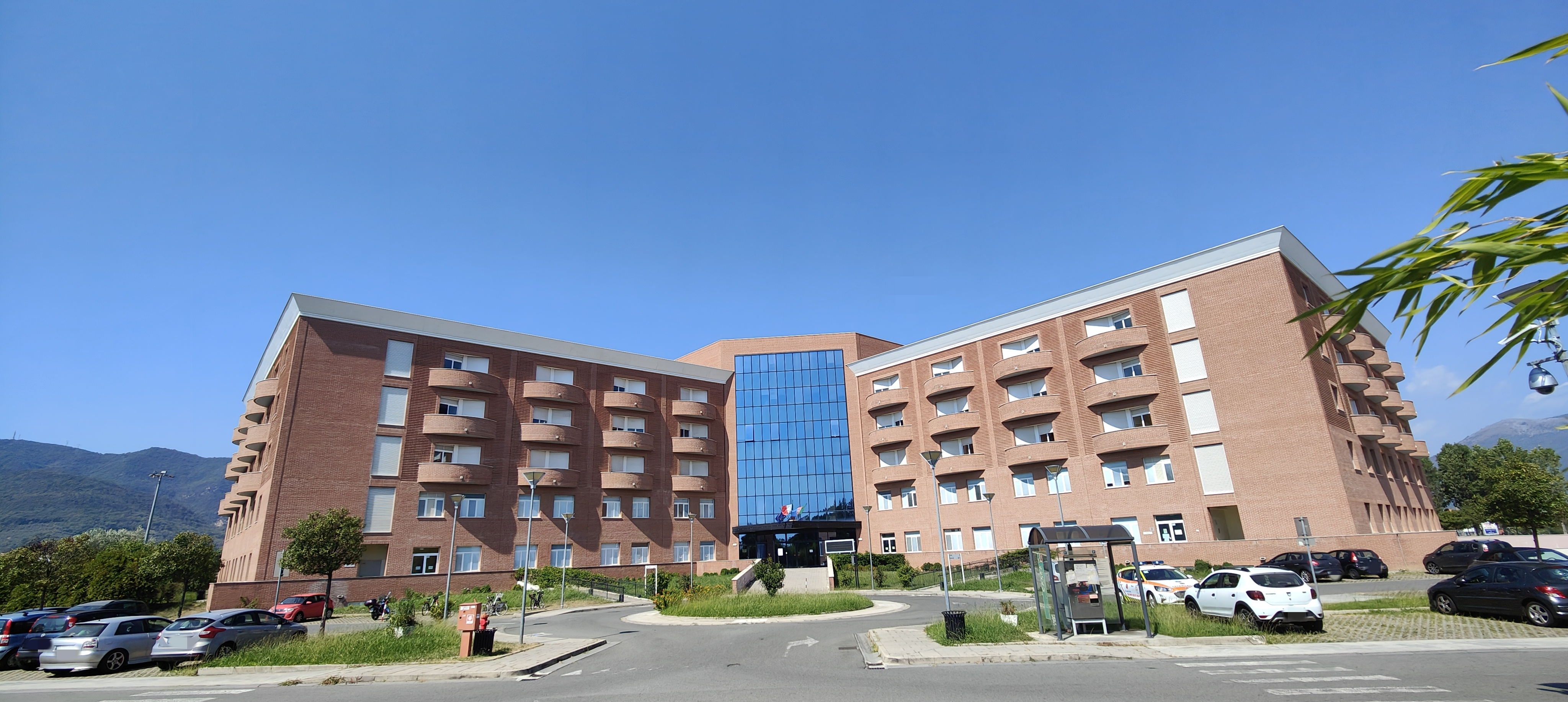
Il nuovo ospedale Santa Maria di Misericordia in attività dal 12 Ottobre 2008

La nuova struttura inizia il suo iter nel 2001 e nel 2004 viene inaugurato il cantiere. Il finanziamento è avvenuto con il 50% da contributi statali derivanti dai fondi ministeriali dell'ex-articolo 20 mentre per il 50% grazie alla valorizzazione della vecchia struttura e ai lasciti avvenuti nel corso dei secoli all'Ospedale, mentre le aree sono state date dal Comune di Albenga che era entrato da poco in possesso delle aree dove sorgeva l'ex-caserma Turinetto.

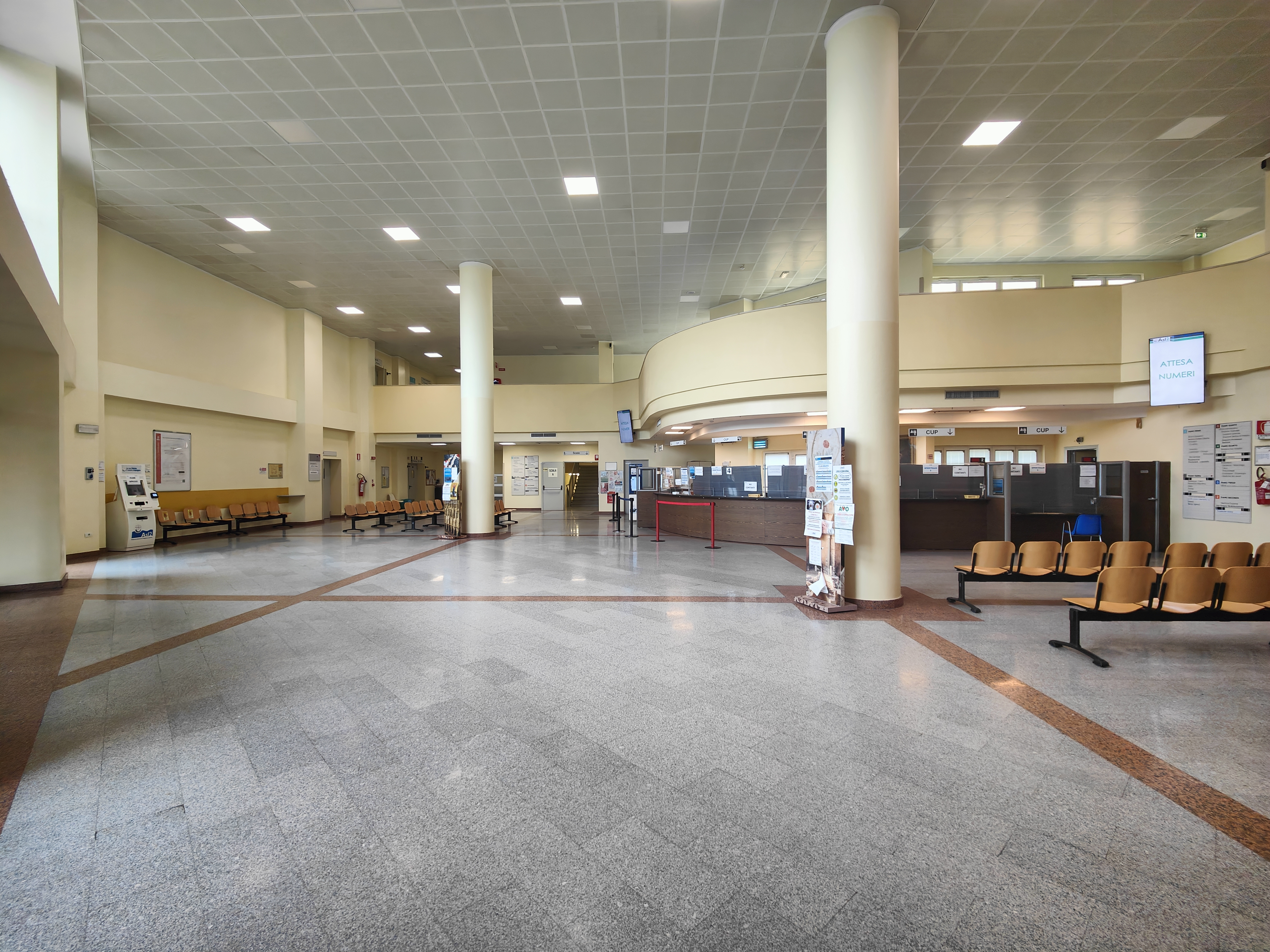
Entrata, "accettazione": sportelli prenotazione visite, esami, ritiro reperti della struttura ospedaliera di Albenga

L'otto ottobre del 2008, il presidente di Regione Liguria Claudio Burlando assieme al primo cittadino Antonello Tabbò tagliano il nastro alla nuova struttura di 25 mila metri quadrati (83.300 mt.cubici) coperti su un'area di quattro ettari con 220 posti letto.
L'ospedale è completamente operativo dal 18 ottobre dello stesso anno.

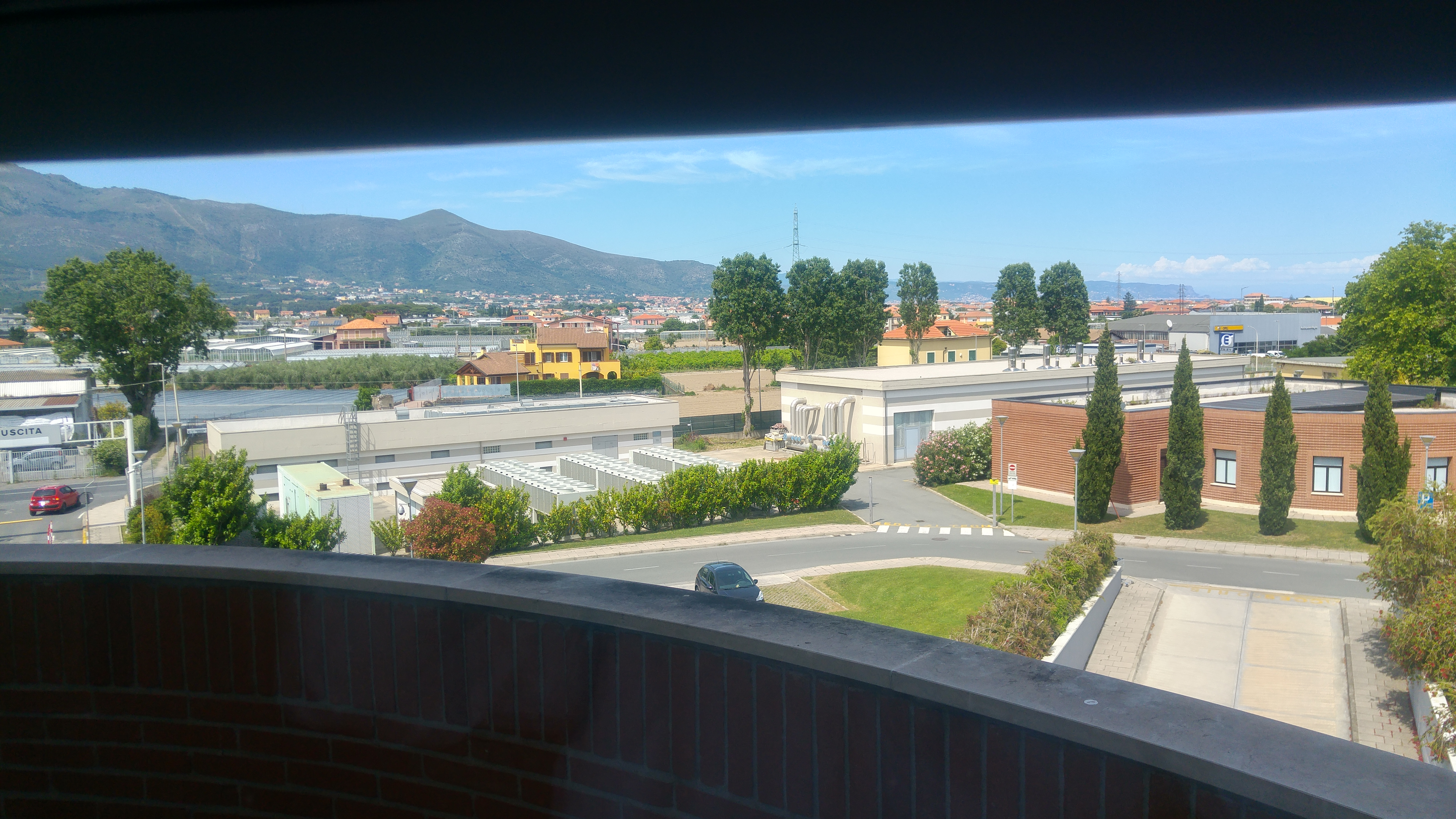
Panorama sulla città da una camera, in basso la struttura ospitante la camera mortuaria

## Dipartimenti e unità operative
L'Ospedale poco dopo la sua inaugurazione perse subito la sua funzione di ospedale territoriale unendo le sue strutture con quelle del più grosso Santa Corona di Pietra Ligure. 
Sebbene avesse al suo interno eccellenti reparti quali quello di chirurgia generale diretto da Filippo Falchero, medico (con passione musicale è anche diplomato al conservatorio) in forza nella città ingauna dal 1993, prima presso la vecchia sede, in pensione dal 2012 e per l'oncologia il dottor Teresiano De Franceschi, ex direttore generale (2004-2005) presso questo ospedale nella delicata fase dell'avvio, poi primario chirurgo (2004-2022), in pensione dal marzo 2022.
Aggiornato all'estate 2025, le strutture attive all'interno dell'Ospedale Santa Maria di Misericordia o facenti parte sono:
- Anestesia e Rianimazione Ponente
- Cardiologia e UTIC Ponente
- Dermatologia
- Endoscopia Digestiva-Ambulatorio
- Laboratorio di Patologia Clinica
- Nefrologia e Dialisi Savona - Cairo - Albenga
- Oculistica - Albenga
- Otorinolaringoiatria
- Psicologia clinica
- Punto di Primo Intervento (P.P.I.) - Albenga (da luglio 2025)
- Recupero e rieducazione funzionale - Albenga

Emergenza "COVID" (2020)
Nel 2020 a causa della pandemia di Covid-19 la struttura venne riconvertita quasi totalmente per ospitare i pazienti che contrassero il virus dovendo obbligatoriamente ricorrere alle cure ospedaliere specialistiche.
Volontariato
All'interno dell'ospedale esiste la sede dell' A.V.O. (Associazione volontari ospedalieri), fondata a Milano nel 1975 dal Professor Erminio Longhini (1928-2016), premiato dal Presidente Ciampi per la sanità pubblica, medico lombardo.
Cappella interna

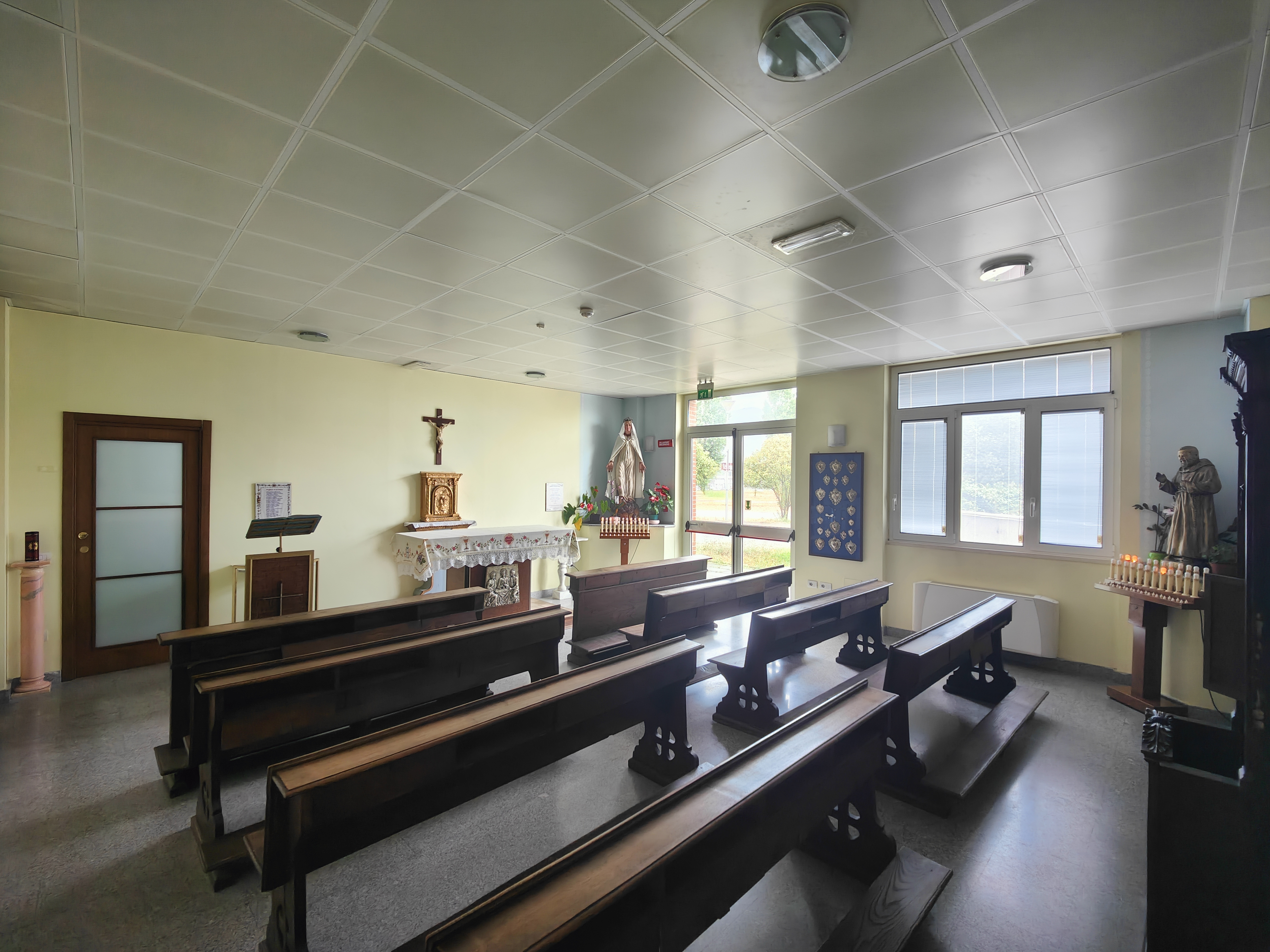
La cappella interna della struttura ospedaliera di Albenga.

 All'interno della struttura, proseguendo dritti dal bar lato muro, poi superata la porta verso sinistra, si accede alla cappella aperta al culto cattolico. Vi è conservata una Madonna lignea restaurata grossolanamente più volte in epoche remote che ha richiesto un più serio restauro, nel 2013, offerto dai Comuni di Loano e Albenga.

## La funzionalità desiderata di un Pronto soccorso

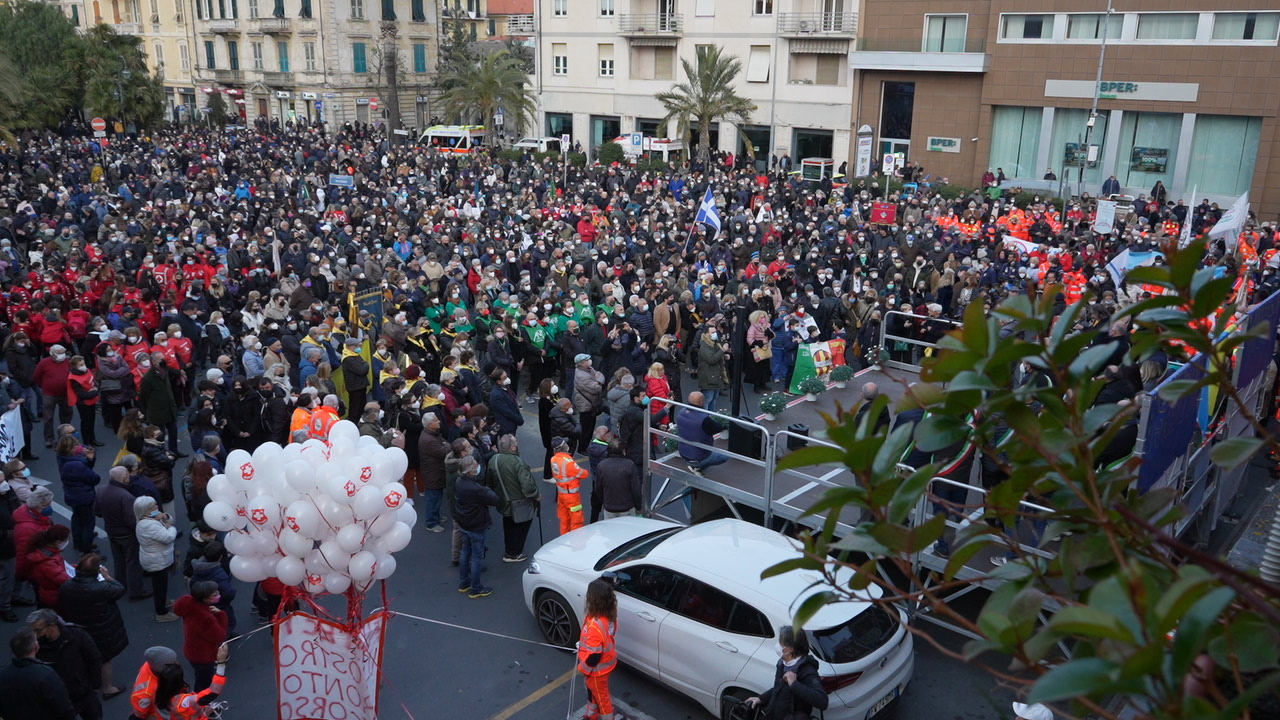
Manifestazione per il Pronto Soccorso dell'Ospedale Santa Maria di Misericordia di Albenga del 11 marzo 2022

L'Ospedale di Albenga è stato progettato per ospitare un pronto soccorso. Tuttavia nel 2012 a causa della crisi economica e dei forti taglia alla sanità, il pronto soccorso diviene un punto di primo intervento, cioè una struttura per curare i casi semplici e non per i casi di urgenza: ciò ha causato una serie di proteste che si conclusero con una marcia che dal cuore della città ingauna andò in direzione dell'ospedale il 31 luglio del 2012; tuttavia ciò non ebbe nessuna ripercussione. Nel 2016 la giunta regionale Ligure guidata da Giovanni Toti avvia l'iter per concedere la struttura a un servizio privato convenzionato con l'obbligo di riaprire il pronto soccorso, tuttavia ciò non avviene a causa del bando e dei successivi ricorsi. Nel piano sanitario Regionale del 2018 viene prevista la riapertura del Pronto Soccorso con un reparto di terapia intensiva, che non si formalizza mai. A causa della pandemia la struttura diventa interamente a servizio del Covid, essendo questa la più moderna capace di avere percorsi separati e con sistemi di aerazione sofisticati; per questo viene chiuso il punto di primo intervento. Tuttavia con il termine del periodo di tale destinazione, tale struttura viene ulteriormente limitata con la chiusura definitiva di un qualsiasi punto di soccorso da parte del Governatore Ligure, Giovanni Toti e dell'Azienda Sanitaria Ligure, Alisa. Ciò crea contrarietà da parte dei sindaci e dei cittadini del comprensorio albenganese.
Punto di primo intervento (P.P.I.), estate 2025

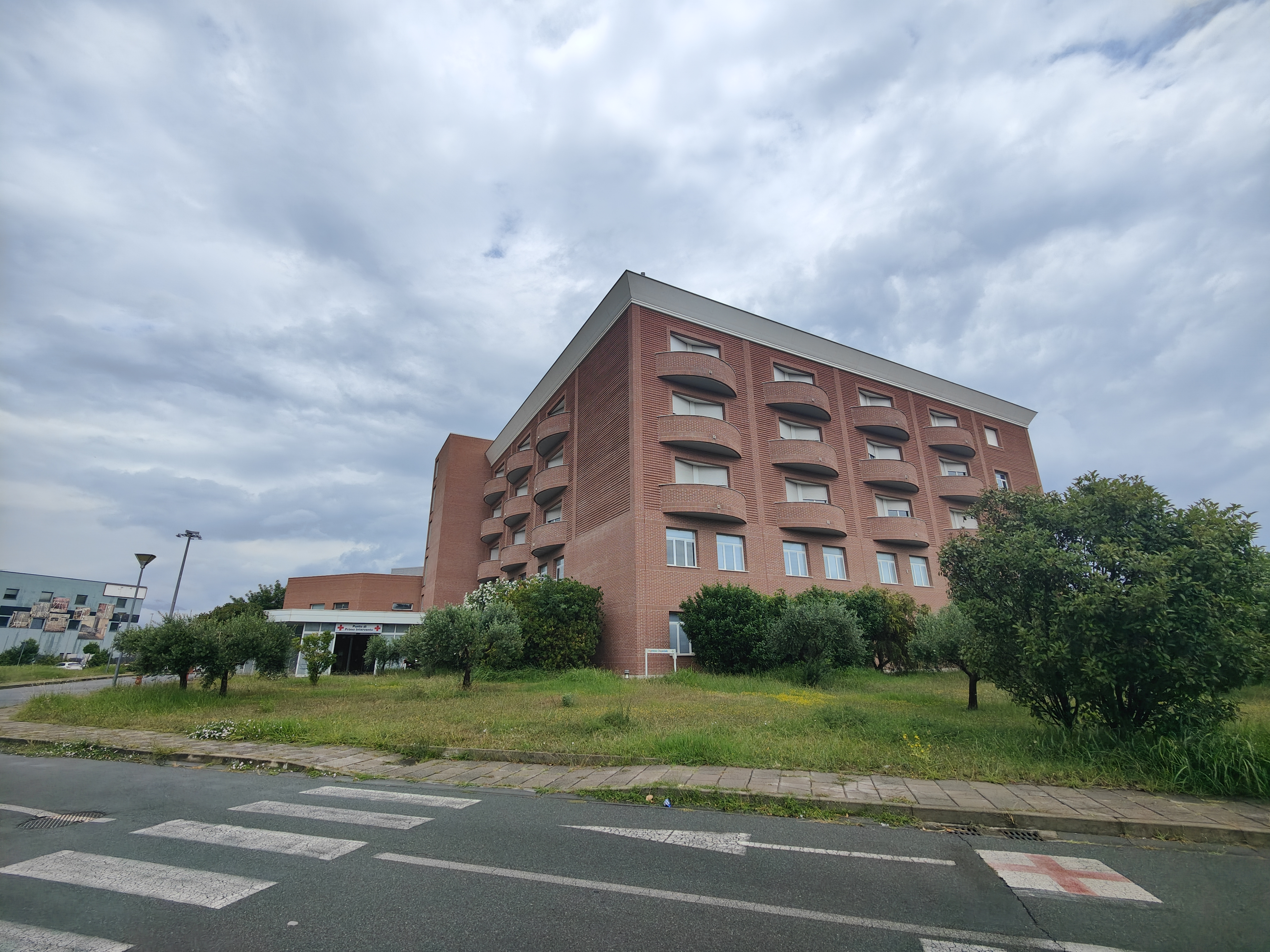
Il Punto di Primo Soccorso, a Sx, poco dopo l'ingresso, operativo da luglio 2025

Per ovviare a difficoltà logistiche, visto il traffico causato dalla massiccia presenza turistica, la giunta regionale ligure ha favorito e accelerato l'iter per rendere operativa H.24 dal 12 luglio sino al 24 agosto 2025 (decisione iniziale la cui prosecuzione sarà in seguito valutata) un punto di primo intervento per patologie "a bassa complessità" (stabilizzazione pazienti e valutazione medica sul trasferimento a strutture attrezzate per i casi risultanti in aggravamento). Questa misura si rende necessaria per alleggerire tutto quanto veniva prima smistato automaticamente al Santa Corona. Verrà valutato se il servizio sarà mantenuto oltre. Gli accessi serali h. 20-8 saranno sottoposti a monitoraggio.
Sono stati stanziati nel 2025, per la struttura ingauna, 2 milioni di euro che saranno utilizzati per l'acquisto di una Tac, una risonanza magnetica e di una apparecchiatura per la mammografia, tutte di ultima generazione.

## Comprensorio di riferimento
Fanno parte del comprensorio di riferimento i comuni in provincia di Savona, Imperia e Cuneo.
Provincia di Savona
- Albenga
- Alassio
- Andora
- Arnasco
- Castelbianco
- Castelvecchio di Rocca Barbena
- Ceriale
- Cisano sul Neva
- Erli

- Casanova Lerrone
- Garlenda
- Ortovero
- Onzo
- Nasino
- Stellanello
- Testico
- Villanova d'Albenga
- Zuccarello

Provincia di Imperia
- Ranzo
- Borghetto d'Arroscia

Provincia di Cuneo
- Alto
- Caprauna
- Cerisola, frazione di Garessio

## La vecchia sede all'asta

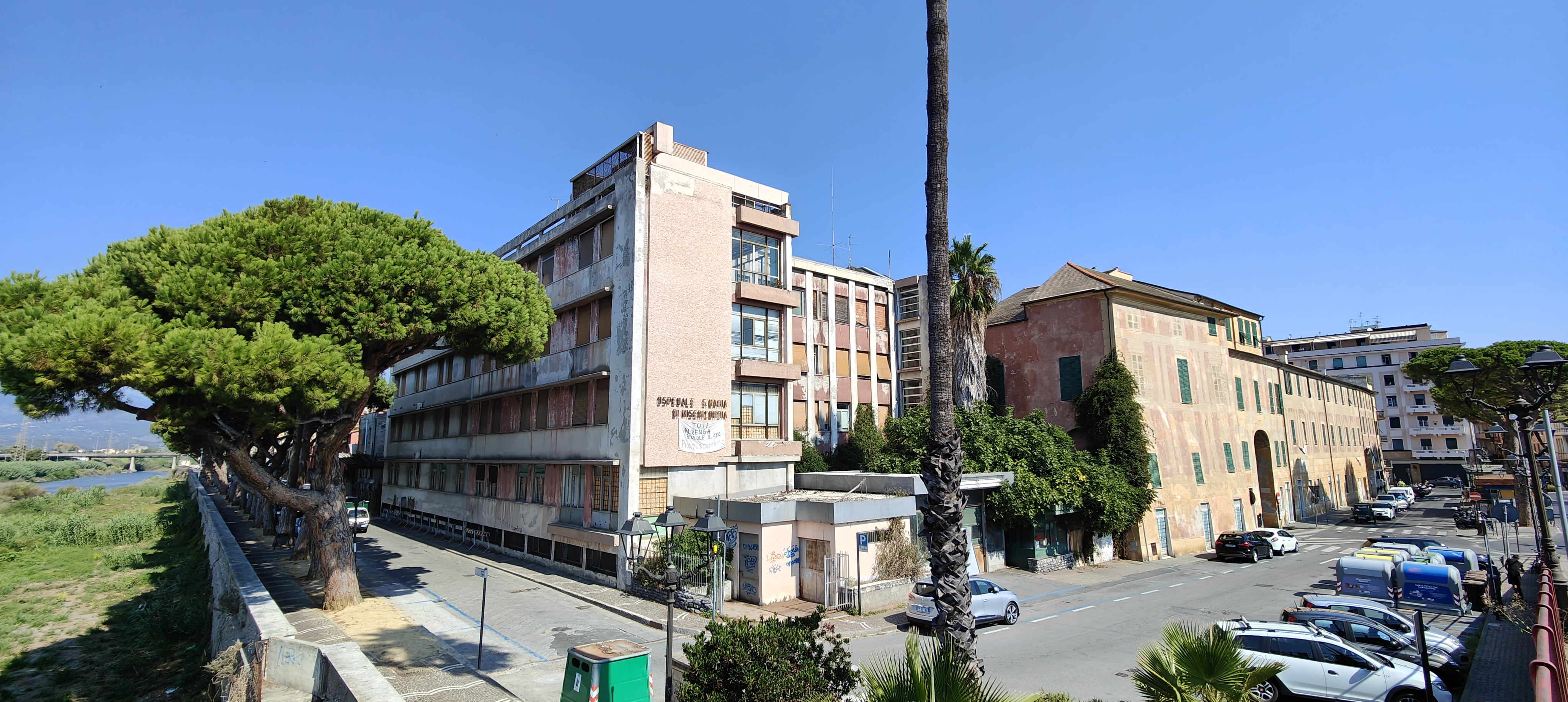
La vecchia struttura sul Lungocenta Trento, non più funzionante da ottobre 2008

L'amministrazione comunale ha deciso dal febbraio 2025 di mettere all'asta l'intero complesso, oramai in pessimo stato e abbandonato a sé stesso. La cifra di partenza è di 5,7 milioni di euro. La zona deve essere riqualificata perché essendo centrale può rappresentare un forte motivo di sviluppo per future attività commerciali che arricchiscono l'intero tessuto sociale cittadino.

## Collegamenti
L'ospedale dista 2,6 km. dalla stazione di Albenga e 2,3 km. dal casello autostradale cittadino della A10. 
La distanza con la struttura sanitaria del Santa Corona di Pietra ligure (DEA di 2⁰ livello) è di 20 km. complessivi percorrendo l'autostrada, mentre con la via Aurelia è di 13 km. La distanza dell'ospedale ingauno con l'aeroporto di Albenga è di 27 km.
La distanza fra il nuovo ospedale e la vecchia sede di via Trento 17 (verso piazza del Popolo), dismessa dall'ottobre 2008, è di 1.369 mt. percorrendo la strada che dall'ingresso di via Martiri della Foce porta direttamente, svoltando verso destra, per via (Lungocenta) Alighieri per poi immettersi in via (Lungocenta) Trento.